# Colepia horrida
Colepia horrida är en tvåvingeart som beskrevs av Daniels 1987. Colepia horrida ingår i släktet Colepia och familjen rovflugor. Inga underarter finns listade i Catalogue of Life.